# Christus in majesteit (Parijs)
Christus in majesteit (Frans: Christ en gloire) is een mozaïek in de Basilique du Sacré-Cœur in Parijs, een van de grootste ter wereld.

## Achtergrond
In 1875 werd begonnen aan de bouw van de basiliek op de heuvel Montmartre in Parijs, een project dat een halve eeuw in beslag nam. De kerk werd gewijd aan het Heilig Hart van Jezus.
De Franse kunstschilder Luc-Olivier Merson (1846-1920) ontwierp in 1911 voor de apsis een mozaïek van de Majestas Domini. Het thema van de verrezen Christus die terugkeert, staande op de wolken of gezeten op een troon, werd al eeuwen gebruikt in fresco’s, schilderijen en mozaïeken. Een voorbeeld hiervan is het mozaïek van Cimabue in de kathedraal van Pisa (1302). Mersons mozaïek werd op zijn beurt een inspiratie voor anderen, waaronder beeldhouwers van Heilig Hartbeelden. 
Merson verbeeldde in zijn mozaïek de verering van Frankrijk en de Rooms-Katholieke Kerk van het Heilig Hart. Hij werd bij zijn werk geholpen door de architect Lucien Magne. Het kunstwerk is bijna 475 m² groot, alleen het hoofd van Christus is al 2 m hoog. Het emaillen en deels vergulde mozaïek, bestaande uit zo'n 25000 steentjes, werd tussen 1918 en 1922 gemaakt in het atelier Guilbert-Martin in Saint-Denis. Na het overlijden van Magne in 1916 en Merson in 1920, namen Mersons leerlingen Henri-Marcel Magne (een zoon van Lucien) en Marcel Imbs de uitvoering over. In november 1923 werden de werkzaamheden afgerond en kon het werk worden onthuld.

## Beschrijving
Centraal in het mozaïek staat een blootsvoetse Christus, gekleed in een lang gewaad. Hij houdt zijn armen wijd gespreid. In zijn handpalmen en voeten zijn de stigmata te zien. Op zijn borst is in goud, te midden van een doornenkroon, het vlammende Heilig Hart zichtbaar. Achter zijn hoofd is een kruisnimbus geplaatst.
Om Christus heen zijn, in verschillende schalen, heiligen geplaatst en figuren geplaatst die de wereld vertegenwoordigen, onder wie de beschermheiligen van Frankrijk: de maagd Maria, de aartsengel Michaël en Jeanne d'Arc. Aan de linkerzijde van de apsis is de huldiging van de kerk afgebeeld en aan de rechterzijde de huldiging van Frankrijk aan het Heilig Hart. In een tweede laag van de afbeelding, die de hemel weergeeft, wordt onder meer verwezen naar de goddelijke Drie-eenheid, met God de Vader en de duif als symbool van de Heilige Geest. God draagt een tiara en een rijksappel en maakt met zijn rechterhand een zegenend gebaar.
Het eerbetoon van de kerk
Van links naar rechts zijn drie pausen te zien: Clemens XIII, die het Hoogfeest van het Heilig Hart erkende, Pius IX, die zijn encycliek Quanta Cura afsloot met een beroep op het Heilig Hart en de maand juni instelde als de Hart-van-Jezus-maand en Leo XIII die in de zijn encycliek Annum Sanctum de wereld toewijdde aan het Hart van Jezus. De pausen worden gevolgd door figuren die symbool staan voor de vijf continenten.
In de hemellaag zijn heiligen te zien die belangrijk zijn geweest in de ontwikkeling van de verering van het Heilig Hart: Petrus, Johannes, Paulus, Ignatius van Antiochië, Agnes, Augustinus, Dominicus, Franciscus van Assisi, Ignatius van Loyola, Gertrudis, Catharina van Siena, Rosa van Lima en Theresia van Ávila.
Het eerbetoon van Frankrijk
Het rechterdeel toont verscheidene personen en gebeurtenissen uit de geschiedenis van Frankrijk, waaronder de gelofte van Marseille tijdens de pest (1720); de gelofte waarmee Lodewijk XVI tijdens zijn gevangenschap in de Temple zichzelf, zijn familie en zijn koninkrijk aan het Heilig Hart toewijdde (1792); generaals Sonis en Charrette met de banier van het Heilig Hart (1870); de heren Alexandre Legentil en zijn zwager Hubert Rohault de Fleury, die bij de start van de Frans-Duitse Oorlog plechtig beloofden de bouw van een basiliek te financieren als Frankrijk gespaard bleef; en Guibert, Richard en Amette, de kardinalen van Parijs die aan de bouw en de verfraaiing van de basiliek hebben gewerkt.
In de tweede laag zijn Franse heiligen afgebeeld: Lazarus van Marseille, Maria Magdalena en Marta, Denis, Maarten, Geneviève, Bernard, Louis, Franciscus van Sales, Vincent de Paul, Margaretha-Maria Alacoque, Johannes Eudes en Madeleine-Sophie Barat.
In een rand aan de voorzijde van de grote voorstelling zijn in ronde vignetten religieuze en Bijbelse symbolen en voorstellingen te zien, waaronder het christusmonogram en de Alfa en Omega.
Een Latijnse inscriptie in de basis van het mozaïek vermeldt:

SACRATISSIMO CORDI JESU GALLIA POENITENS ET DEVOTA ET GRATIA

Vrij vertaald: Aan het Heilig Hart van Jezus, Frankrijk vurig, berouwvol en dankbaar. Het laatste woord (gratia) werd na de Eerste Wereldoorlog aan het ontwerp toegevoegd.